# Sintayehu Vissa
Sintayehu Vissa (* 29. Juli 1996 in Bahir Dar, Äthiopien) ist eine italienische Mittelstreckenläuferin, die sich auf die 1500-Meter-Distanz spezialisiert hat. Aktuell ist sie über diese Distanz Inhaberin des Landesrekordes. Mit der Mixed-Staffel wurde sie 2024 in Antalya Crosslauf-Europameisterin.

## Sportliche Laufbahn
Sintayehu Vissa studiert seit 2019 in den Vereinigten Staaten, zuerst an der Saint Leo University in Florida und seit von 2021 bis 2023 an der University of Mississippi. 2022 wurde sie NCAA-Collegemeisterin im 1500-Meter-Lauf und qualifizierte sich im selben Jahr über diese Distanz für die Weltmeisterschaften in Eugene, bei denen sie mit 4:07,33 min in der ersten Runde ausschied. Im Jahr darauf erreichte sie bei den Halleneuropameisterschaften in Istanbul das Finale und klassierte sich dort mit 4:10,05 min auf dem neunten Platz. Im Juni wurde sie bei der 1. Liga der Team-Europameisterschaft im Rahmen der Europaspiele in Chorzów in 4:12,62 min Vierte und im August schied sie bei den Weltmeisterschaften in Budapest mit 4:01,66 min in der ersten Runde aus. 2024 schied sie bei den Europameisterschaften in Rom mit 4:11,22 min im Vorlauf aus, ehe sie bei den Olympischen Sommerspielen in Paris mit neuem Landesrekord von 3:58,11 min im Halbfinale ausschied, womit sie Gabriella Dorio als Rekordhalterin ablöste. Anschließend siegte sie in 3:58,33 min beim Hanžeković Memorial. Im Dezember siegte sie bei den Crosslauf-Europameisterschaften in Antalya in 18:02 min gemeinsam mit Sebastiano Parolini, Marta Zenoni und Pietro Arese in der Mixed-Staffel.
2025 schied sie bei den Hallenweltmeisterschaften in Nanjing mit 4:14,25 min in der Vorrunde über 1500 Meter aus.
2023 wurde Vissa italienische Meisterin im 1500-Meter-Lauf.

## Persönliche Bestzeiten
- 800 Meter: 2:01,06 min, 16. April 2022 in Gainesville
  - 800 Meter (Halle): 2:06,45 min, 30. Januar 2021 in Fayetteville
- 1500 Meter: 3:58,11 min, 8. August 2024 in Paris (italienischer Rekord)
  - 1500 Meter (Halle): 4:03,79 min, 2. März 2025 in Boston
- Meile: 4:24,35 min, 10. Juni 2023 in Montesson
  - Meile (Halle): 4:21,51 min, 2. März 2025 in Boston (italienischer Rekord)
- 3000 Meter: 8:40,81 min, 31. August 2024 in Rovereto
  - 3000 Meter (Halle): 8:54,94 min, 2. Februar 2025 in Boston